# Seka (Éthiopie)
Pour les articles homonymes, voir Seka (homonymie).
Ne doit pas être confondu avec Limu Seka ou Saqqa.
Seka est une ville d'Éthiopie, située dans la zone Jimma de la région Oromia, une vingtaine de kilomètres au sud-ouest de Jimma, sur la route en direction de Bonga,. Elle est le centre administratif du woreda Seka Chekorsa, Chekorsa étant une autre localité située une quinzaine de kilomètres plus loin sur la même route.
D'après le recensement national réalisé par l'Agence centrale de la statistique d'Éthiopie, Seka compte 7 029 habitants en 2007.